# 伊川谷ジャンクション
伊川谷ジャンクション（いかわだにジャンクション）は、兵庫県神戸市西区にある第二神明道路から阪神高速道路7号北神戸線への分岐で、7号北神戸線の起点である。
阪神高速道路7号北神戸線側からは伊川谷出入口（いかわだにでいりぐち）という名称が用いられており両者はほぼ同義である。
伊川谷出入口は前述のとおり実体はジャンクションであり、第二神明道路とのみ接続しているので一般道路との連絡はしていない。
また、第二神明道路神戸方面からは阪神高速道路7号北神戸線方面へは乗り継げないハーフJCTとなっている。
第二神明道路と一般道路との接続に伊川谷インターチェンジ（いがわだにインターチェンジ）が併設されているが、こちらも明石方面（玉津IC方面）への入り口と明石方面からの出口のみのハーフICである。
このICの西1km付近、東京測地系東経135度を通過する所には、日本標準時子午線を示すゲートが設置されている。

## 概要
このICには上下ともに料金所がない。西隣の玉津ICとの間は無料となる。
また、玉津以西から第二神明道路北線に入るにはここから永井谷JCTの間阪神高速道路を通るが、この間の阪神高速の料金はかからない。

## 道路
- E93 第二神明道路（5番）
- 阪神高速道路7号北神戸線（7-01番）
- E94 第二神明道路北線（直接接続していない。伊川谷JCTから永井谷JCTまで1kmほど阪神高速道路7号北神戸線で連絡。この間無料で乗り継げる。）

## 周辺
- 兵庫県立明石公園

## 隣
E93 第二神明道路
(4) 大蔵谷IC - (5) 伊川谷JCT/IC - (6) 玉津IC
下り方面へは利用できない。
阪神高速7号北神戸線
(7-01) 伊川谷JCT - (7-02) 永井谷JCT/出入口